# Чавира, Рикардо Антонио
Рикардо Антонио Чавира (англ. Ricardo Antonio Chavira; род. 1 сентября 1971) — американский актёр, известный по роли Карлоса Солиса в сериале ABC «Отчаянные домохозяйки» (2004—2012).

## Ранние годы
Чавира, родившийся в Остине, штат Техас, является сыном судьи округа Бэр Хуана Антонио Чавиры. Выросший в Сан-Антонио, Техас, он окончил среднюю школу Роберта Ли, теперь это школа искусств, и католический университет «Incarnate Word». В 2000 году окончил Университет Калифорнии в Сан-Диего со степенью магистра изящных искусств и прошёл актёрские курсы. После этого переехал в Лос-Анджелес, где работает в кино, на телевидении и в театре.

## Карьера
Чавира наиболее известен благодаря своей роли в сериале ABC «Отчаянные домохозяйки», где он снимался на протяжении восьми сезонов, с 2004 по 2012 год. Он играл мужа Габриэль Солис (Ева Лонгория), Карлоса. До «Отчаянных домохозяек» Чавира снялся в эпизодах сериалов «Клиент всегда мёртв» и «Подразделение», а также был приглашённым актёром в сериалах «Новая Жанна Д’Арк», «Вал», «Детектив Монк», «24 часа» и «Военно-юридическая служба».
Чавира сыграл Стенли Ковальского в пьесе «Трамвай „Желание“» в театре Гатри, Миннеаполис, с 3 — 21 августа 2010 года. Также он появился в фильмах «Форт Аламо» и «Пираньи 3D». В 2012 году подарил свой голос Джону Карверу, одному из главных героев видеоигры «Dead Space 3»
В 2013 году, Чавира получил главную роль в ситкоме канала NBC «Добро пожаловать в семью». Шоу было закрыто после нескольких эпизодов. С тех пор он появился в нескольких других шоу, а в 2016 году вернулся на ABC с ролью кандидата в президенты в пятом сезоне сериала Шонды Раймс «Скандал».

## Личная жизнь
Чавира имеет двоих детей, Томаса Антонио Чавиру (родился в 2003 году) и Белен Элизабет Чавиру (родилась 28 июля 2008 года), от Мерси Дитзель. Пара прожила вместе 18 лет, когда 22 сентября 2007 года они решили вступить в брак. Небольшая церемония прошла в их доме в Сан-Антонио, Техас. Чавира был в изношенной пижаме.
Чавира является сторонником исследований рака молочной железы, так как его мать, Элизабет Райс Чавира, умерла от рака груди и яичников в возрасте 43 лет. Он является почётным представителем благотворительного «Фонда против рака груди Сьюзан Комен», а в 2005 году был сопредседателем на сборе средств против рака груди.

## Фильмография

### Фильмы
| Год  | Название на русском             | Название на английском          | Роль                        | Примечания                   |
| ---- | ------------------------------- | ------------------------------- | --------------------------- | ---------------------------- |
| 2001 |                                 | Barstow 2008                    | Гуако                       |                              |
| 2002 | Борис                           | Boris                           | Фрэнк                       | Короткометражный фильм       |
| 2004 | Форт Аламо                      | The Alamo                       | Грегори Эспарса             |                              |
| 2007 |                                 | Cosmic Radio                    | Васкес                      |                              |
| 2007 | Афганец                         | Rockaway                        | Дэйв                        |                              |
| 2008 | Играть по-честному              | Ball Don’t Lie                  |                             |                              |
| 2008 | Дни гнева                       | Days of Wrath                   | Детектив Ромерос            |                              |
| 2008 | Спасение Бога                   | Saving God                      | Преподобный Дэнни Кристофер |                              |
| 2009 | Не дай мне утонуть              | Don’t Let Me Drown              | Дионисио                    |                              |
| 2009 | Супермен/Бэтмен: Враги общества | Superman/Batman: Public Enemies | Форс-мажор                  | Озвучивание, Direct-to-video |
| 2010 | В погоне за трёхтысячным        | Chasing 3000                    | Доктор Буги                 |                              |
| 2010 | Пираньи 3D                      | Piranha                         | Сэм                         |                              |
| 2011 | Dead Space: Последствия         | Dead Space: Aftermath           | Алехандро Борхес            | Озвучивание, Direct-to-video |
| 2015 | Быть Чарли                      | Being Charlie                   | Дрэйк                       |                              |

### Телевидение
| Год        | Название на русском       | Название на английском | Роль                                    | Примечания |
| ---------- | ------------------------- | ---------------------- | --------------------------------------- | --- |
| 2001       | Полиция Нью-Йорка         | NYPD Blue              | Кенни Сотомайор                         | 1 эпизод |
| 2001       | Филадельфия               | Philly                 | Помощник окружного прокурора Эдди Прайс | 1 эпизод |
| 2002       |                           | The Grubbs             | Тренер Гарра                            | Регулярная роль, был закрыт после одного эпизода |
| 2002       | 24                        | 24                     | Агент Банди                             | 1 эпизод |
| 2002       | Клиент всегда мёртв       | Six Feet Under         | Рамос                                   | 4 эпизода |
| 2002       | Женская бригада           | The Division           | Бернард                                 | 2 эпизода |
| 2003       | Новая Жанна Д’Арк         | Joan of Arcadia        | Эдди                                    | 1 эпизод |
| 2001, 2003 | Военно-юридическая служба | JAG                    | Капитан Рапапорт                        | 2 эпизода |
| 2005       | Джордж Лопес              | George Lopez           | Виктор                                  | 1 эпизод |
| 2007       | Империя Криса Трояно      | Kings of South Beach   | Энрике                                  | Телефильм |
| 2007-2008  | Детектив Монк             | Monk                   | Джимми Бомонт                           | 2 эпизода |
| 2004-2012  | Отчаянные домохозяйки     | Desperate Housewives   | Карлос Солис                            | Регулярная роль, 180 эпизодов Премия Гильдии киноактёров США за лучший актёрский состав в комедийном сериале (2005—2006) Номинация — ALMA Award за лучшую мужскую роль в комедийном сериале (2009, 2011) Номинация — ALMA Award за лучшую мужскую роль второго плана в комедийном сериале (2008) Номинация — Imagen Foundation Award за лучшую мужскую роль в комедийном сериале (2010) Номинация — Премия Гильдии киноактёров США за лучший актёрский состав в комедийном сериале (2007—2009) |
| 2013       | Хранилище 13              | Warehouse 13           | Детектив Бриггс                         | 1 эпизод |
| 2013       | Чёрная метка              | Burn Notice            | Рафаэль Серано                          | 2 эпизода |
| 2013       | Добро пожаловать в семью  | Welcome to the Family  | Чуэй Эрнандес                           | Регулярная роль, 9 эпизодов |
| 2014       | Очень плохая училка       | Bad Teacher            | Тико                                    | 2 эпизода |
| 2015       | Касл                      | Castle                 | Алекс Лопес                             | 1 эпизод |
| 2016       | Теленовелла               | Telenovela             | Мартин                                  | 1 эпизод |
| 2016       | Скандал                   | Scandal                | Губернатор Франциско Варгас             | |
| 2016-2017  | Девственница Джейн        | Jane the Virgin        | Брюс                                    | 7 эпизодов |
| 2017       | Диета из Санта-Клариты    | Santa Clarita Diet     | Дэн Палмер, заместитель шерифа          | |
| 2023       | По правде говоря          | Truth Be Told          | Винс                                    | 5 эпизодов |